# Kronos (bande dessinée)
Pour les articles homonymes, voir Kronos.
Kronos est un personnage de BD venant d'Italie dessiné par Loredano Ugolini pour L'Intrepido. En France, le personnage a eu sa propre revue chez Sagédition le temps de 8 numéros avant de migrer temporairement dans la revue Rintintin puis de s'établir dans Titi Poche du no 16 au no 30.
Kronos vit dans un monde post-apocalyptique revenu à la préhistoire. Dans le 1er épisode (in Kronos no 1, réédité dans Titi Poche no 16), on voit comment il est banni de sa tribu parce qu'il est différent et de ce fait, accusé des malheurs du groupe. Il part donc visiter ce monde étrange où subsistent quelques vestiges du passé. Il y rencontrera Tête de Fer le robot et quelques autres personnages ou tribus étranges.

## Parutions
- Kronos : nos 1 à 8
- Rintintin 2e série : no 58/59, 61
- Titi Poche nos 16 à 30

## Autres Kronos de bande dessinée
- Celui créé par Jean-Yves Mitton, paru dans la revue Titans chez Lug.
- La planète alliée qui aide et accueille les Terriens en exil dans la brève série de Henri Filippini et Pierre Dupuis.